# Zisis Vryzas
Zisis Vryzas (Grieks: Ζήσης Βρύζας) (Kavala, 9 november 1973) is een Grieks voormalig voetballer die als aanvaller speelde.
Vryzas speelde als profvoetballer op het hoogste niveau van Griekenland en Italië en in Spanje op het op een na hoogste niveau. Hij kwam van 1994 tot en met 2005 tot 68 interlandoptredens voor Griekenland, waarin hij negen doelpunten maakte. Hij was onderdeel van het Griekse elftal dat in 2004 Europees kampioen werd, door in de finale te winnen van Portugal.

## Loopbaan
Vryzas speelde als profvoetballer een kleine tien jaar lang in eigen land, eerst bij Skoda Xanthi en later bij PAOK, voordat Perugia hem begin 2000 naar Italië haalde. De ploeg kwam destijds uit in de Serie A en eindigde met Vryzas als vaste spits een aantal seizoenen in de middenmoot. Halverwege de jaargang 2003/04 maakte Vryzas de overstap naar Fiorentina, dat een niveau lager opereerde. Met zijn nieuwe werkgever promoveerde Vryzas een half jaar later naar de Serie A, door notabene Perugia in het tweeluik om promotie/degradatie te verslaan. 
Vryzas kwam in het slot van het reguliere seizoen en het tweeluik tegen Perugia echter niet in actie, omdat hij op dat moment met het Griekse nationale elftal deelnam aan het Europees kampioenschap. In het laatste groepsduel, tegen Rusland (2–1 verlies), deed de spits het net bollen. Dat doelpunt zorgde ervoor dat Griekenland doorging naar de kwartfinale. Vryzas en zijn landgenoten reikten uiteindelijk tot de finale van het toernooi. Gastland Portugal werd hierin aan de kant gezet, waardoor Griekenland zich kroonde tot Europees kampioen. 
Na afloop van het toernooi ging Vryzas op huurbasis aan de slag bij het Spaanse Celta de Vigo, dat het voorgaande jaar uit de Primera División was gedegradeerd. Vryzas wist voor het tweede jaar op rij promotie af te dwingen met zijn werkgever. Celta sloot het seizoen af op de tweede plaats, wat voldoende was voor een directe terugkeer op het hoogste niveau. Met tweeëndertig optredens in competitieverband had de spits een belangrijk aandeel in de promotie. 
Na zijn terugkeer bij Fiorentina medio 2005 kwam Vryzas nauwelijks meer voor in de plannen van de nieuwe hoofdtrainer Cesare Prandelli (mede vanwege de doorbraak van Luca Toni), waarop hij een half jaar later overstapte naar Torino. Weer promoveerde Vryzas een half jaar later met zijn club naar het hoogste niveau, net als eerder bij Fiorentina en Celta de Vigo. Medio 2006 keerde de 33-jarige aanvaller terug naar zijn geboorteland om te gaan voetballen bij Skoda Xanthi. Nadien sloot hij zijn spelersloopbaan af bij PAOK.
Na afloop van zijn spelersloopbaan bleef Vryzas actief in de voetballerij en vervulde hij verschillende bestuurlijke functies bij zijn oude club PAOK. Hij was tevens een periode de rechterhand van bondscoach Fernando Santos bij het Griekse elftal.

## Statistieken
| Club          | Seizoen      | Competitie       | Competitie | Competitie | Beker | Beker | Europees | Europees | Totaal | Totaal |
| Club          | Seizoen      | Competitie       | Wed.       | Dlp.       | Wed.  | Dlp.  | Wed.     | Dlp.     | Wed.   | Dlp.   |
| ------------- | ------------ | ---------------- | ---------- | ---------- | ----- | ----- | -------- | -------- | ------ | ------ |
| Skoda Xanthi  | 1991/92      | Super League     | 12         | 3          | 3     | 0     | 0        | 0        | 15     | 3      |
| Skoda Xanthi  | 1992/93      | Super League     | 33         | 7          | 2     | 0     | 0        | 0        | 35     | 7      |
| Skoda Xanthi  | 1993/94      | Super League     | 30         | 6          | 4     | 1     | 0        | 0        | 34     | 7      |
| Skoda Xanthi  | 1994/95      | Super League     | 21         | 3          | 4     | 2     | 0        | 0        | 25     | 5      |
| Skoda Xanthi  | 1995/96      | Super League     | 26         | 12         | 6     | 1     | 0        | 0        | 32     | 13     |
| Skoda Xanthi  | Totaal       | Totaal           | 122        | 31         | 19    | 4     | 0        | 0        | 141    | 35     |
| PAOK          | 1996/97      | Super League     | 31         | 9          | 2     | 0     | 0        | 0        | 33     | 9      |
| PAOK          | 1997/98      | Super League     | 30         | 3          | 8     | 4     | 5        | 1        | 43     | 8      |
| PAOK          | 1998/99      | Super League     | 33         | 4          | 2     | 0     | 2        | 0        | 37     | 4      |
| PAOK          | 1999/00      | Super League     | 24         | 3          | 5     | 1     | 4        | 0        | 33     | 4      |
| PAOK          | 2000/01      | Super League     | 0          | 0          | 6     | 1     | 0        | 0        | 6      | 1      |
| PAOK          | Totaal       | Totaal           | 118        | 19         | 23    | 6     | 11       | 1        | 152    | 26     |
| Perugia       | 2000/01      | Serie A          | 34         | 9          | 0     | 0     | 0        | 0        | 34     | 9      |
| Perugia       | 2001/02      | Serie A          | 33         | 8          | 3     | 2     | 0        | 0        | 36     | 10     |
| Perugia       | 2002/03      | Serie A          | 30         | 5          | 5     | 1     | 2        | 0        | 37     | 6      |
| Perugia       | 2003/04      | Serie A          | 9          | 3          | 2     | 0     | 9        | 0        | 20     | 3      |
| Perugia       | Totaal       | Totaal           | 106        | 25         | 10    | 3     | 11       | 0        | 127    | 28     |
| Fiorentina    | 2003/04      | Serie B          | 20         | 4          | 0     | 0     | 0        | 0        | 20     | 4      |
| Fiorentina    | 2004/05      | Serie A          | 0          | 0          | 2     | 0     | 0        | 0        | 2      | 0      |
| Fiorentina    | 2005/06      | Serie A          | 0          | 0          | 1     | 0     | 0        | 0        | 1      | 0      |
| Fiorentina    | Total        | Total            | 20         | 4          | 3     | 0     | 0        | 0        | 23     | 4      |
| Celta de Vigo | 2004/05      | Segunda División | 32         | 7          | 1     | 0     | 0        | 0        | 33     | 7      |
| Torino        | 2005/06      | Serie B          | 11         | 2          | 0     | 0     | 0        | 0        | 11     | 2      |
| Skoda Xanthi  | 2006/07      | Super League     | 16         | 1          | 3     | 0     | 1        | 0        | 20     | 1      |
| PAOK          | 2007/08      | Super League     | 13         | 0          | 1     | 0     | 0        | 0        | 14     | 0      |
| Career total  | Career total | Career total     | 438        | 89         | 60    | 13    | 23       | 1        | 521    | 103    |

## Erelijst
Perugia
- Intertoto Cup: 2003

 Griekenland
- Europees kampioen: 2004

1 Nikopolidis · 
2 Seitaridis ·
3 Venetidis ·
4 Dabizas ·
5 Dellas ·
6 Basinas ·
7 Zagorakis  ·
8 Giannakopoulos ·
9 Charisteas ·
10 Tsiartas ·
11 Nikolaidis ·
12 Chalkias ·
13 Katergiannakis ·
14 Fyssas ·
15 Vryzas ·
16 Kafes ·
17 Georgiadis ·
18 Goumas ·
19 Kapsis ·
20 Karagounis ·
21 Katsouranis ·
22 Papadopoulos ·
23 Lakis ·
Coach: Rehhagel